# Чжаотун
Чжаотун (кит. спр. 昭通市, піньїнь: Zhāotōng Shì) — місто-округ в південнокитайській провінції Юньнань.

## Географія
Чжаотун розташовується на півночі Юньнань-Гуйчжоуського плато — висота понад 1000 метрів над рівнем моря нівелює спекотний клімат низьких широт. Східним та північним кордоном міста слугує річка Цзіньша.

### Клімат
Місто знаходиться у зоні, котра характеризується океанічним кліматом субтропічних нагір'їв. Найтепліший місяць — липень із середньою температурою 20.6 °C (69 °F). Найхолодніший місяць — січень, із середньою температурою 2.8 °С (37 °F).
| Клімат Чжаотуна         | Клімат Чжаотуна | Клімат Чжаотуна | Клімат Чжаотуна | Клімат Чжаотуна | Клімат Чжаотуна | Клімат Чжаотуна | Клімат Чжаотуна | Клімат Чжаотуна | Клімат Чжаотуна | Клімат Чжаотуна | Клімат Чжаотуна | Клімат Чжаотуна | Клімат Чжаотуна |
| Показник                | Січ.            | Лют.            | Бер.            | Квіт.           | Трав.           | Черв.           | Лип.            | Серп.           | Вер.            | Жовт.           | Лист.           | Груд.           | Рік             |
| Абсолютний максимум, °C | 22              | 21              | 27              | 32              | 32              | 32              | 31              | 30              | 31              | 27              | 23              | 22              | 32              |
| Середній максимум, °C   | 8               | 9               | 17              | 21              | 22              | 22              | 25              | 25              | 22              | 16              | 13              | 10              | 17              |
| Середня температура, °C | 3               | 4               | 10              | 14              | 16              | 18              | 20              | 20              | 17              | 12              | 8               | 5               | 12              |
| Середній мінімум, °C    | −2              | 0               | 4               | 8               | 11              | 14              | 16              | 15              | 12              | 8               | 3               | 0               | 7               |
| Абсолютний мінімум, °C  | −8              | −8              | −5              | −1              | 5               | 7               | 11              | 10              | 5               | 0               | −2              | −7              | −8              |
| Норма опадів, мм        | 0               | 10              | 20              | 40              | 80              | 150             | 170             | 150             | 80              | 60              | 10              | 0               | 820             |
| Днів з дощем            | 2               | 4               | 3               | 7               | 10              | 11              | 12              | 11              | 10              | 8               | 2               | 1               | 87              |
| Вологість повітря, %    | 72              | 74              | 61              | 64              | 69              | 76              | 77              | 77              | 76              | 81              | 76              | 76              | 73              |
| ----------------------- | --------------- | --------------- | --------------- | --------------- | --------------- | --------------- | --------------- | --------------- | --------------- | --------------- | --------------- | --------------- | --------------- |
| Джерело: Weatherbase    |                 |                 |                 |                 |                 |                 |                 |                 |                 |                 |                 |                 |                 |

## Адміністративний поділ
Префектура поділяється на 1 район, 1 місто та 9 повітів:
| Карта                                                                                    | Карта    | Карта    | Карта            |
| ---------------------------------------------------------------------------------------- | -------- | -------- | ---------------- |
| Цяоцзя Лудянь Чжаоян Юншань Дагуань Їлян ① ② Яньцзінь Чженьсюн Вейсінь ① Суйцзян ② Шуйфу |          |          |                  |
| Статус                                                                                   | Назва    | Оригінал | Населення (2020) |
| Район                                                                                    | Чжаоян   | 昭阳区   | 911 766          |
| Місто                                                                                    | Шуйфу    | 水富市   | 103 532          |
| Повіт                                                                                    | Вейсінь  | 威信县   | 352 318          |
| Повіт                                                                                    | Дагуань  | 大关县   | 209 116          |
| Повіт                                                                                    | Їлян     | 彝良县   | 503 376          |
| Повіт                                                                                    | Лудянь   | 鲁甸县   | 398 447          |
| Повіт                                                                                    | Суйцзян  | 绥江县   | 135 468          |
| Повіт                                                                                    | Цяоцзя   | 巧家县   | 462 173          |
| Повіт                                                                                    | Чженьсюн | 镇雄县   | 1 349 795        |
| Повіт                                                                                    | Юншань   | 永善县   | 349 157          |
| Повіт                                                                                    | Яньцзінь | 盐津县   | 317 463          |